# Филзен
Филзен (њем. Filsen) општина је у њемачкој савезној држави Рајна-Палатинат. Једно је од 137 општинских средишта округа Рајн-Лан. Према процјени из 2010. у општини је живјело 651 становника. Посједује регионалну шифру (AGS) 7141042.

## Географски и демографски подаци
Филзен се налази у савезној држави Рајна-Палатинат у округу Рајн-Лан. Општина се налази на надморској висини од 75 метара. Површина општине износи 1,9 km². У самом мјесту је, према процјени из 2010. године, живјело 651 становника. Просјечна густина становништва износи 346 становника/km².

## Међународна сарадња
| Мјесто | Држава               | Врста сарадње | Од    |
| ------ | -------------------- | ------------- | ----- |
| Рондс  | Уједињено Краљевство | партнерство   | 1991. |
|        | Француска            | партнерство   | 1996. |
| Извор  |                      |               |       |